# フアン・フェルネイ・オテロ
フアン・フェルネイ・オテロ（Juan Ferney Otero、1995年5月26日 - ）はコロンビア・シピ出身のサッカー選手。スポルティング・デ・ヒホン所属。ポジションはFW。

## 経歴
2015年9月28日、リーガ・エスパニョーラのデポルティーボ・ラ・コルーニャのBチームに期限付き移籍。
2017年2月9日、エストゥディアンテス・デ・ラ・プラタに1年間の期限付き移籍。
2022年7月9日、2022-23シーズンはクラブ・アメリカからスポルティング・デ・ヒホンへレンタル移籍することが発表された。

## プレースタイル
身体能力に優れており、足元の技術にも秀でている。